# Greererpeton burkemorani
Greererpeton burkemorani és una espècie extinta de vertebrat tetrapodomorf de la família dels colostèids que visqué en allò que avui en dia és Nord-amèrica durant el Carbonífer inferior, fa entre 323,7 i 327 milions d'anys. Se n'han trobat restes fòssils a Virgínia Occidental (Estats Units). Es tracta de l'única espècie del gènere Greererpeton.
Feia gairebé 150 cm de llargada. Igual que els altres membres de la seva família, era un animal de cos anguil·liforme dotat de 40 vèrtebres al coll i el tronc. El crani, pla, feia uns 17,5 cm de llargada. Els cinc dits que tenia a cada pota li servien per canviar de rumb dins l'aigua. A diferència d'altres tetrapodomorfs contemporanis, mantenia un estil de vida gairebé exclusivament aquàtic.